# 1649
1649 (MDCXLIX) je bilo navadno leto, ki se je po gregorijanskem koledarju začelo na petek, po 10 dni počasnejšem julijanskem koledarju pa na ponedeljek.

## Dogodki
- konec angleške revolucije; zmagajo puritanci, ki jih vodi Cromwell, in ustanovitev republike.

## Rojstva
- - Samuel Bold, angleški anglikanski duhovnik, filozof in teolog, zagovornik Lockove filozofije († 1737)

## Smrti
- 25. avgust - Richard Crashaw, angleški pesnik (* 1613)